# Biserica reformată din Nușeni

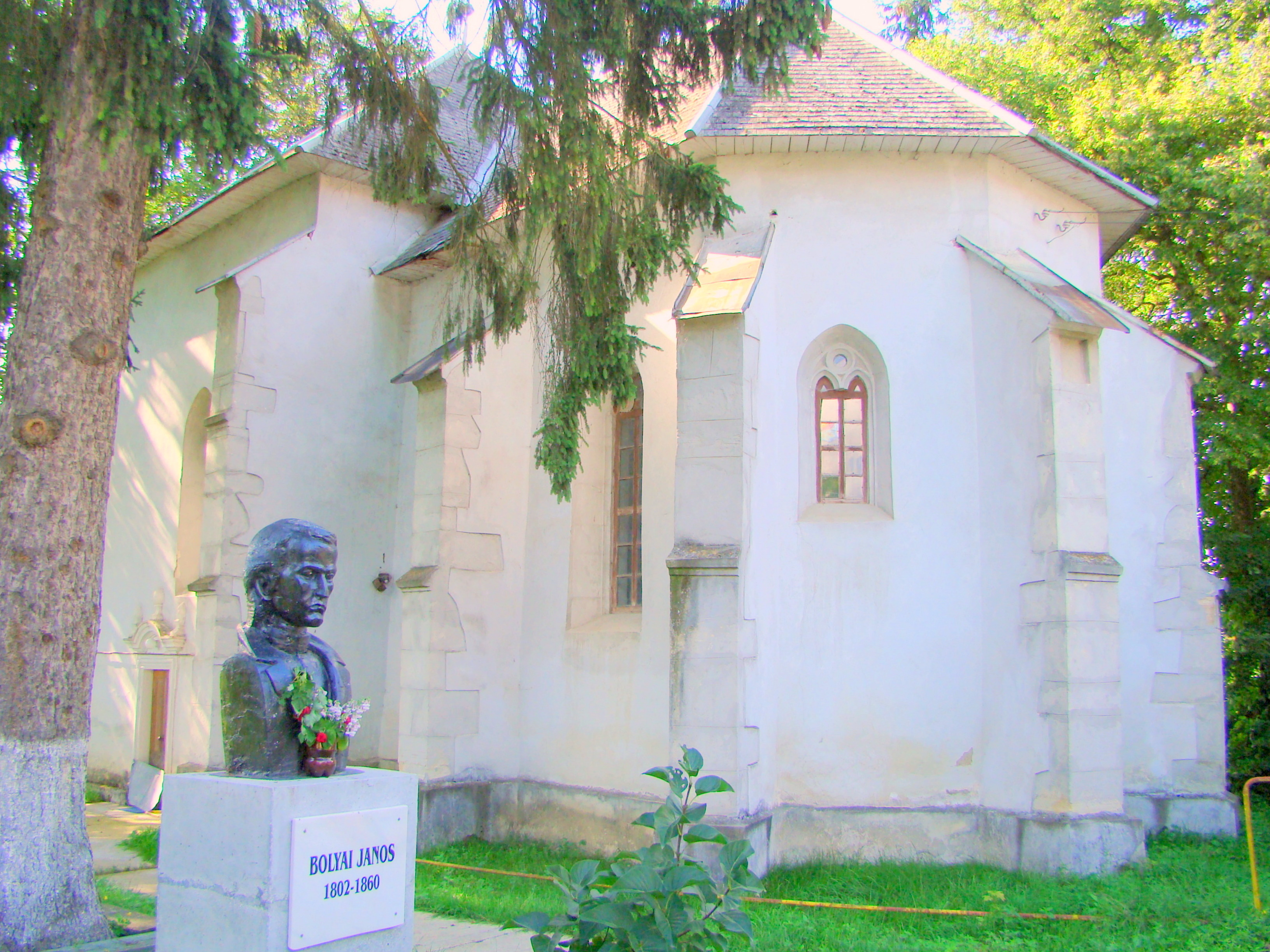
Biserica și bustul matematicianului János Bolyai

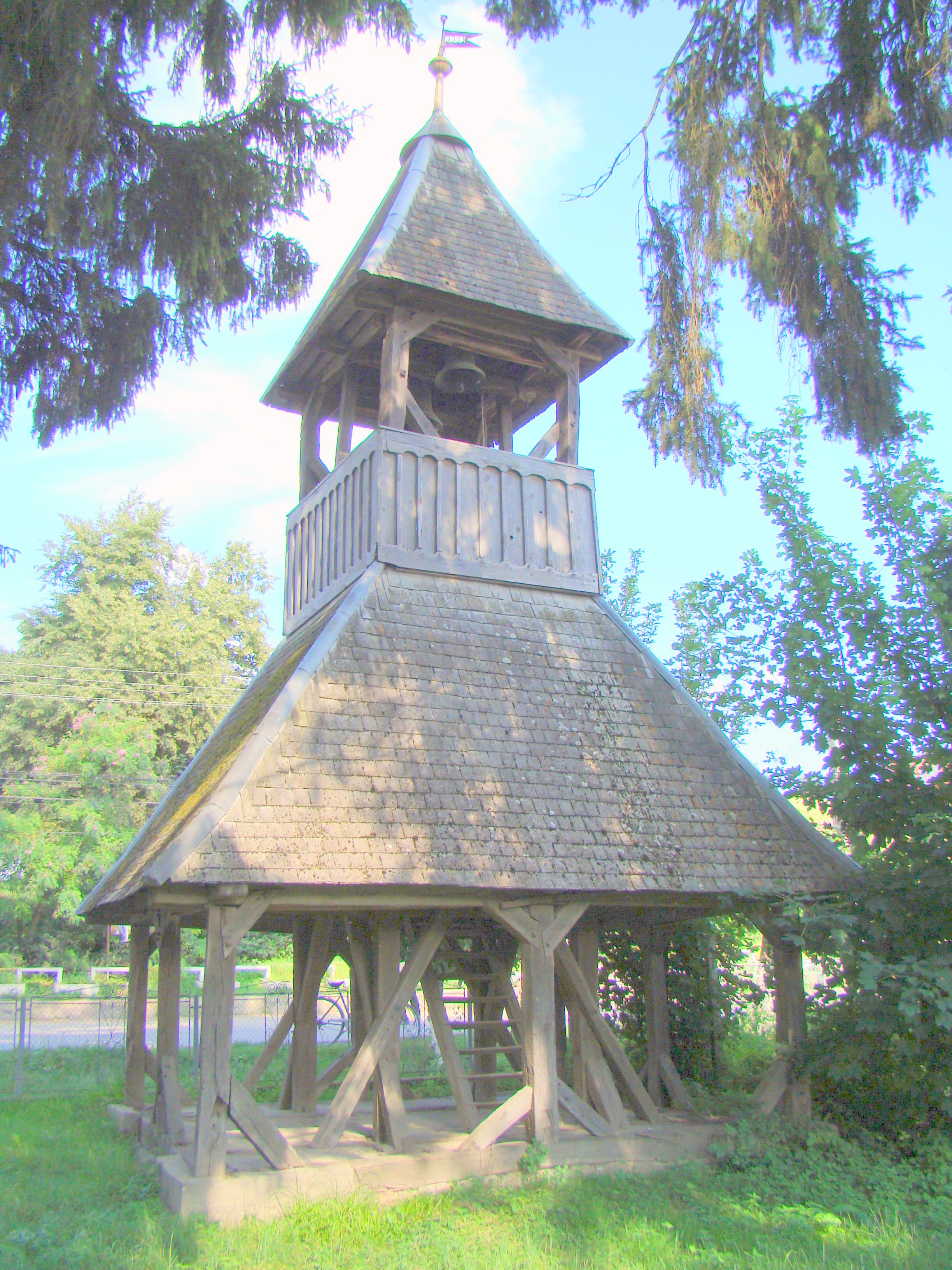
Clopotnița de lemn, reconstruită în anul 1866

Biserica reformată din Nușeni este un monument istoric aflat pe teritoriul satului Nușeni; comuna Nușeni.
Ansamblul este format din următoarele monumente:
- Biserica reformată (cod LMI BN-II-m-A-01681.01)
- Clopotnița bisericii reformate (cod LMI BN-II-m-A-01681.02)

## Localitatea
Nușeni, mai demult Nușfalău, (în maghiară Apanagyfalu, în germană Großendorf, în trad. „Satul Mare") este satul de reședință al comunei cu același nume din județul Bistrița-Năsăud, Transilvania, România. Satul este atestat documentar în anul 1269.

## Biserica
Biserica reformată și clopotnița aflată la sud de aceasta, se situează în centrul localității. Biserica-sală este orientată est-vest și este formată dintr-o navă dreptunghiulară și un cor poligonal, sprijinit în exterior de contraforturi.
Clopotnița aflată la sud-est de biserică este construită din bârne de stejar și este acoperită cu șindrilă. Lângă clopotniță este amplasat bustul matematicianului János Bolyai, realizat de sculptorul Vlad Prună în 2006, din donația lui Traian Gheorghe Dascăl.
Corul este compus din două travee și acoperit cu o boltă în cruce pe ogive. Nava bisericii este despărțită de cor de un arc de triumf, cu închidere în arc frânt, pe latura de nord a arcului de triumf fiind așezat amvonul.